# Grand Hotel Metropol, Portorož
Nekdanji Grand Hotel Metropol je eden izmed hotelov s 5 zvezdicami v Sloveniji.

## Zgodovina
Zgodovina prvotnega objekta na tej lokaciji, vile San Lorenzo, sega v leto 1913, ko se je v Portorožu pričel razvijati zdraviliški turizem. Takrat so v vili pričeli prirejati igre na srečo in organizirali več družabnih dogodkov. Po prvi svetovni vojni je sledil močan upad turizma, v obdobju Kraljevine Italije, ter je ponovni razcvet doživel šele leta 1964 z odprtjem igralnice pod okriljem italijanskega podjetja C.E.G.A. iz Sanrema. Igralnico so leta 1967 iz hotela Palace preselili v prizidek k Grand hotelu Metropol. Hotelski kompleks je bil leta 1996 prenovljen.

## Ponudba
Hotel ima 103 sobe, od tega je 31 enoposteljnih, 67 dvoposteljnih in 6 apartmajev ter dve restavracije. Hotel gostom nudi pokriti olimpijski bazen z ogrevano morsko vodo, savno, fitness, solno sobo in relax center. Vsebuje konferenčni center (5 dvoran), nočni klub, igralnico Casino Portorož, tudi podzemno garažo in avtopralnico.